# Wyższe Seminarium Duchowne w Płocku
Wyższe Seminarium Duchowne w Płocku – seminarium diecezji płockiej Kościoła rzymskokatolickiego.

## Historia
Pierwsze seminarium duchowne diecezji płockiej powstało 9 września 1594 roku w Pułtusku, ale konieczne było wybudowanie seminarium w mieście diecezjalnym. Stało się to możliwe dzięki znacznemu legatowi finansowemu sufragana chełmińskiego Seweryna Szczuki. W dniu 6 maja 1710 roku, bp Ludwik Załuski wydał akt erekcyjny nowej uczelni. Faktycznie zajęcia rozpoczęły się dopiero w 1717 roku, bowiem tyle czasu zajęło wznoszenie nowego budynku. 8 listopada 1864 r. władze rosyjskie nakazały kasatę seminarium, 30 czerwca 1865 r. odbyła się ostatnia sesja księży profesorów. Odtąd w diecezji działa już tylko seminarium w Płocku. 25 września 1925 r. Rada Ministrów II Rzeczypospolitej Polskiej nadała seminarium płockiemu status uczelni wyższej.
9 grudnia 1939 roku gmachy szkoły zostały zarekwirowane przez Niemców na własne cele. Od 1946 r. w części gmachów seminarium mieściła się szkoła podstawowa i baza samochodowa.
Dawny stan prawny i majątkowy szkoły powrócił na fali zmian ustroju. W 1991 r. Jan Paweł II przybył do Płocka i zatrzymał się przed pomnikiem abpa A.J. Nowowiejskiego przed gmachem Seminarium Duchownego. W październiku 2000 roku seminarium zawarło umowę z Uniwersytetem Kardynała Stefana Wyszyńskiego w Warszawie, jej klerycy stali się pełnoprawnymi studentami Wydziału Teologicznego Uniwersytetu Kardynała Stefana Wyszyńskiego w Warszawie.

## Działalność
W Seminarium działają dwa zespoły muzyczne: Hodos i Fraters, a także inne agendy: koła miłosierdzia, misyjne, naukowe, historyczne, teatralne, schola, reprezentacje sportowe, grupa powołaniowa, Asysta Biskupia i grupa medialna oraz grupy formacyjne: Ruch Światło-Życie, Krucjata Wyzwolenia Człowieka, Wojsko Gedeona, Laboratorium Wiary i Katolickie Stowarzyszenie Młodzieży. Istnieje też seminaryjna prasa: „Sursum Corda” (wydawana od 1927 roku), „Misyjny Szlak” oraz „Żyć Liturgią”.

## Przełożeni
- Rektor: ks. dr Marek Jarosz
- Wicerektor: ks. Andrzej Pieńdyk
- Prefekt: ks. Radosław Zawadzki
- Ojciec duchowny: ks. Wojciech Kruszewski
- Dyrektor administracyjny: ks. dr Grzegorz Adamiak

## Poczet rektorów (od 1865)
- ks. Franciszek Grabowski (1865–1867)
- ks. Gracjan Rzewuski (1867–1874)
- ks. Ignacy Smoleński(inne języki) (1874–1877)
- ks. Kazimierz Weloński (1877–1901)
- ks. Antoni Julian Nowowiejski (1901–1908)
- ks. Adolf Szelążek (1908–1918)
- ks. Piotr Borniński (1918–1927)
- ks. Józef Umiński (1927–1930)
- ks. Franciszek Klimkiewicz(inne języki) (1930–1941)
- ks. Feliks Słonicki (1945–1949)
- ks. Wacław Jezusek (1949–1963)
- ks. Marceli Molski (1963–1973)
- ks. Tadeusz Rutowski (1974–1984)
- ks. Wojciech Góralski (1984–1986)
- bp Andrzej Suski (1986–1991)
- ks. Romuald Jaworski (1991–1999)
- ks. Ireneusz Mroczkowski (1999–2005)
- ks. Bogdan Czupryn (2005–2007)
- ks. Mirosław Kosek (2007–2012)
- ks. Marek Jarosz (2012–)

## Niektórzy z absolwentów
- bł. abp Antoni Julian Nowowiejski
- bł. bp Leon Wetmański
- bp Adolf Szelążek
- bp Stefan Walczykiewicz
- bp Czesław Kaczmarek
- bp Piotr Dudziec
- bp Jan Wosiński
- bp Andrzej Suski
- bp Roman Marcinkowski
- bp Mirosław Milewski (biskup)
- ks. Władysław Skierkowski
- ks. Stanisław Czapliński
- ks. Józef Piekut
- ks. Adam Maciejowski
- ks. Stanisław Figielski
- ks. Józef Umiński
- ks. Ignacy Dzierżanowski
- ks. Feliks Słonicki
- ks. Wacław Jezusek
- ks. Piotr Dmochowski
- ks. Kazimierz Gwiazda
- ks. Witold Biały
- ks. Stanisław Borniński
- ks. Mieczysław Żywczyński
- ks. Jan Radomski
- ks. Szczepan Soszyński
- ks. Konrad Gąsiorowski
- ks. Stanisław Tenderenda
- ks. Saturnin Wierzbicki
- ks. Tadeusz Żebrowski
- ks. Michał Marian Grzybowski
- ks. Janusz Mariański
- ks. Czesław Rychlicki
- ks. Jan Decyk
- ks. Wojciech Góralski
- ks. Bronisław Gostomski
- ks. Henryk Seweryniak
- ks. Ireneusz Mroczkowski
- ks. Ryszard Czekalski
- ks. Bogdan Czupryn
- ks. Andrzej Smoleń[2]
- ks. Marek Skierkowski
- ks. Andrzej Kobyliński
- ks. Leonard Świderski
- ks. Kazimierz Suchcicki
- ks. Mikołaj Cichowicz[3]
- ks. Franciszek Zakrzewski[4]